# 土岐市民バス
土岐市民バス（ときしみんバス）とは、岐阜県土岐市が東濃鉄道に委託して運行しているコミュニティバスである。
東濃鉄道の廃止路線を引き継いだ路線を中心とする路線と、土岐市福祉バスを有料化した地区別線に大きく分かれる。

## ルート・運行日
- 泉が丘線：（毎日運行）

土岐市駅前 ・ 土岐市駅北 - 泉が丘 - 土岐市駅北 ・ 土岐市駅前
- 伝産会館線：（毎日運行）

土岐市駅前 ・ 土岐市駅北 - 泉が丘 - 美濃焼伝統産業会館
- 美濃焼団地線：（毎日運行 5/3 - 5/5運休）

土岐市駅前 ・ 土岐市駅北 - 美濃焼卸団地
- 河合線：（毎日運行）

土岐市駅前 - 土岐市駅北 - 河合 - 土岐市駅前
- 肥田線：（毎日運行）

土岐市駅前 - 高山 - 上肥田 - 東駄知 - 旭ヶ丘南 ・ 旭ヶ丘北
- 曽木＝妻木線：（平日運行 年末年始運休）

下石貢←ウエルフェア土岐 - バーデンパークSOGI ・ 曽木下公民館
- 土岐南北線：（平日運行 年末年始運休）

浅野朝日町 - 土岐市駅前 - ウエルフェア土岐 - バーデンパークSOGI - 曽木下公民館
- どんぶり会館バーデンパーク線：（土日祝運行 年末年始運休）

土岐市駅前 - どんぶり会館・バーデンパークSOGI
- 地区別線 （月 - 金曜日運行 祝日・年末年始運休 曜日によりコースが異なる）

泉線：（火曜日運行）
土岐津線：（木曜日運行）
肥田線：（金曜日運行）
駄知巡回線：（月 - 金曜日運行）
濃南線：（水曜日運行）

## 運賃
- 200円。ただし「ウェルフェア土岐」・「東駄知」をまたぐ利用は400円。[1]
- 障がい者手帳等所持対象とした割引制度あり。
- 一枚200円で、市民バス100円券と東鉄バス200円券のセットを車内で販売。(東鉄バスでの200円以上の運賃の場合は現金、回数券を足して支払う)

## 歴史
- 2000年10月1日：土岐市民バス運行開始。東濃鉄道の廃止路線（泉が丘線、美濃焼団地線）、河合線の3路線で運行。
- 2002年10月1日：市内巡回線、曽木＝妻木線、鶴里＝駄知線の運行開始。運賃を200円から100円に値下げ。
- 2003年10月1日：どんぶり会館線の運行開始。
- 2004年10月1日：土岐市福祉バスを再編、有料化。土岐市民バス地区別線として運行開始。
- 2006年4月27日：バーデンパーク線の運行開始。どんぶり会館線を延長し、どんぶり会館バーデンパーク線として運行開始。
- 2010年10月1日：18路線を13路線に路線を再編。地区別線はウェルフェア土岐やすこやか館への直通運行から、結節点で乗換えをする路線形態となる。結節点をまたぐ利用について、運賃を値上げ。
- 2024年10月1日：肥田線の運行開始。
- 2025年4月1日：運賃を100円から200円に値上げ。